# 人参座
人参座（にんじんざ）は、江戸時代に幕府が薬用人参を専売するために設置した座である。日本で流通していた薬用人参には「朝鮮人参」「唐人参」「和人参」があり、それぞれに座が設けられた。

## 朝鮮人参座
朝鮮人参は、朝鮮から輸入した薬用人参である。対馬藩が一手に輸入、販売を手掛けていた。同藩は江戸屋敷などでも人参を販売していたが、延宝2年（1674年）には幕府の許しを得て江戸に座を設けた。この座は徹夜行列もできたほど盛況であったが、宝永7年（1710年）には幕府から座での小売を停止するよう命じられた。

## 唐人参座
唐人参は、長崎を通じて輸入される薬用人参であり、必ずしも中国産とは限らない。
17世紀の後半から輸入が開始され、享保20年（1735年）には幕府が長崎屋源右衛門を江戸の唐人参座として指定した。京、大坂にも座が置かれた。

## 和人参を扱う座
和人参は日本国内で栽培された薬用人参である。江戸時代初期にも栃葉人参は自生していたが、朝鮮種の人参が日本で栽培されるようになったのは徳川吉宗の代である。吉宗の意向により研究が進められ、享保14年（1729年）には日光の地で栽培に成功した。そこで収穫された人参が日本各地へ運ばれ、種人参として栽培に使われたことから「御種人参（おたねにんじん）」の名が付いた。宝暦13年（1763年）、幕府は江戸に御種人参を扱う座を置いたが、天明7年（1787年）には廃止となった。

## 参考資料
- 岩下哲典『権力者と江戸のくすり』北樹出版、1998年、ISBN 4893846507
- 坂内誠一『江戸のオランダ人定宿 長崎屋物語』流通経済大学出版会、1998年、ISBN 4947553065